# ミフル
ミフル（Mihr）はアルメニア神話に登場する光と純潔の神である。

## 解説
ミフルに捧げられた神殿は、アルメニアの古都アルマヴィルでも発見されたと考えられている。ミフルの信仰は、紀元前4世紀には消え始める。
光と純潔の神は、古代世界の他の国でも崇拝され、ミスラ・ミトラと呼ばれた。アルメニア人の古代信仰によると、太陽の中心には365人の聖人が住んでおり、それぞれが1年のうち1日の所有者であり、悪を阻止するために呼び出される。
古代の信仰によると、世界は塩の海(ヴァン湖)を表し、その中に岩があり、空が覆われると岩に光が落ち、しばらくして創造主ミールが生まれ、裸で頭にアルメニア帽を被り、左手には世界を照らすたいまつを持っていた。
ミフルは雄牛を殺すことによって、その部分から世界を創造し、神の法則を確立した。ミフルの崇拝に関する最初の記述は、アルメニア高地に存在したミタンニ王国のものである。
ミフルの主な神殿は、デルジャン県のバガリッチ村（Բագառիճ）にあった。また、ガルニの神殿も彼に捧げられている。彼に捧げられた寺院の廃墟がアルタシャトの首都の領土で発見された。黒大理石製で、トルダトゥス1世（Տրդատ Ա）によって1世紀に再建された。
ネムルト山で発見されたアンティオコス1世（Անտիոքոս Ա）の墓の近くに建てられた像群の中にも、アラマズドの左側に座るミフルがいる。ミフリの名前から、アルメニアの異教徒の神殿・祠につけられる一般的な名前、メヒャンや、多くのアルメニア人名や外国人名のミフラン、ミフルダット、ミフナーセー、メフルザンなどが生まれた。叙事詩『サスーンのダビデ』（Սասնա ծռեր）の大小マースはミフリの化身である。